# LMBR1
LMBR1‏ (Limb development membrane protein 1) هوَ بروتين يُشَفر بواسطة جين LMBR1 في الإنسان.